# Patinação de velocidade nos Jogos Olímpicos de Inverno de 2010 - Perseguição por equipes masculino
As competições de perseguição por equipes masculino da patinação de velocidade nos Jogos Olímpicos de Inverno de 2010 foram disputadas no Richmond Olympic Oval em Vancouver, Colúmbia Britânica, entre 26 e 27 de fevereiro de 2010.

## Medalhistas
|  | CAN Canadá                                   |  | USA Estados Unidos                                       |  | NED Países Baixos                                      |
|  | Mathieu Giroux Lucas Makowsky Denny Morrison |  | Brian Hansen Chad Hedrick Jonathan Kuck Trevor Marsicano |  | Jan Blokhuijsen Sven Kramer Mark Tuitert Simon Kuipers |

## Recordes
Antes desta competição, os recordes mundiais e olímpicos da prova eram os seguintes:
| Tipo | Atleta        | Tempo   | Local          | Data                    |
| ---- | ------------- | ------- | -------------- | ----------------------- |
|      | Países Baixos | 3:37.80 | Salt Lake City | 11 de março de 2007     |
|      | Itália        | 3:43.64 | Turim          | 15 de fevereiro de 2006 |

## Resultados
|  | Quartas de final | Quartas de final   | Quartas de final   |            |           | Semifinais        | Semifinais        | Semifinais        |                   |  | Finais | Finais             | Finais  |
|  |                  |                    |                    |            |           |                   |                   |                   |                   |  |        |                    |         |
|  | 1                | NED Países Baixos  | 3:44.25            |            |           |                   |                   |                   |                   |  |        |                    |         |
|  | 7                | SWE Suécia         | 3:46.40            |            |           |                   |                   |                   |                   |  |        |                    |         |
|  | 7                | SWE Suécia         | 3:46.40            |            | 1         | NED Países Baixos | 3:43.11           |                   |                   |  |        |                    |         |
|  |                  |                    |                    |            | 1         | NED Países Baixos | 3:43.11           |                   |                   |  |        |                    |         |
|  |                  | 4                  | USA Estados Unidos | 3:42.71    |           |                   |                   |                   |                   |  |        |                    |         |
|  | 6                | 4                  | USA Estados Unidos | 3:42.71    | JPN Japão | 3:48.15           |                   |                   |                   |  |        |                    |         |
|  | 6                |                    |                    |            | JPN Japão | 3:48.15           |                   |                   |                   |  |        |                    |         |
|  | 4                | USA Estados Unidos | 3:44.25            |            |           |                   |                   |                   |                   |  |        |                    |         |
|  |                  |                    |                    |            |           |                   |                   |                   |                   |  | 4      | USA Estados Unidos | 3:41.58 |
|  |                  |                    | 3                  | CAN Canadá | 3:41.37   |                   |                   |                   |                   |  |        |                    |         |
|  | 3                | CAN Canadá         | 3:42.38            |            |           |                   |                   |                   |                   |  |        |                    |         |
|  | 5                | ITA Itália         | 3:46.35            |            |           |                   |                   |                   |                   |  |        |                    |         |
|  | 5                | ITA Itália         | 3:46.35            |            | 3         | CAN Canadá        | 3:42.22           |                   |                   |  |        |                    |         |
|  |                  |                    |                    |            | 3         | CAN Canadá        | 3:42.22           |                   |                   |  |        |                    |         |
|  |                  | 2                  | NOR Noruega        | 3:43.44    |           |                   | Disputa do bronze | Disputa do bronze | Disputa do bronze |  |        |                    |         |
|  | 8                | KOR Coreia do Sul  | 3:43.69            |            |           |                   | 1                 | NED Países Baixos | 3:39.95           |  |        |                    |         |
|  | 2                | NOR Noruega        | 3:43.66            |            |           |                   |                   |                   |                   |  | 2      | NOR Noruega        | 3:40.50 |

### Quartas de final
As quartas de final foram disputadas em 26 de fevereiro:
| Pos. | Bateria | País                                                                 | Tempo   | Qual. | Rec.             |
| ---- | ------- | -------------------------------------------------------------------- | ------- | ----- | ---------------- |
| 1    | QF1     | CAN Canadá Mathieu Giroux Lucas Makowsky Denny Morrison              | 3:42.38 | SF1   | Recorde olímpico |
| 2    | QF1     | ITA Itália Matteo Anesi Enrico Fabris Luca Stefani                   | 3:46.35 | QC    |                  |
| 1    | QF2     | USA Estados Unidos Chad Hedrick Jonathan Kuck Trevor Marsicano       | 3:44.25 | SF2   |                  |
| 2    | QF2     | JPN Japão Shigeyuki Dejima Hiroki Hirako Teruhiro Sugimori           | 3:48.15 | QD    |                  |
| 1    | QF3     | NOR Noruega Håvard Bøkko Mikael Flygind Larsen Fredrik van der Horst | 3:43.66 | SF1   |                  |
| 2    | QF3     | KOR Coreia do Sul Ha Hong-sun Lee Jong-woo Lee Seung-hoon            | 3:43.69 | QC    |                  |
| 1    | QF4     | NED Países Baixos Jan Blokhuijsen Sven Kramer Simon Kuipers          | 3:44.25 | SF2   |                  |
| 2    | QF4     | SWE Suécia Joel Eriksson Daniel Friberg Johan Röjler                 | 3:46.40 | QD    |                  |

### Semifinais
As semifinais foram disputadas em 26 de fevereiro:
| Pos. | Bateria | País                                                               | Tempo   | Qual. | Rec.             |
| ---- | ------- | ------------------------------------------------------------------ | ------- | ----- | ---------------- |
| 1    | SF1     | CAN Canadá Mathieu Giroux Lucas Makowsky Denny Morrison            | 3:42.22 | QA    | Recorde olímpico |
| 2    | SF1     | NOR Noruega Håvard Bøkko Henrik Christiansen Fredrik van der Horst | 3:43.44 | QB    |                  |
| 1    | SF2     | USA Estados Unidos Brian Hansen Chad Hedrick Jonathan Kuck         | 3:42.71 | QA    |                  |
| 2    | SF2     | NED Países Baixos Jan Blokhuijsen Sven Kramer Mark Tuitert         | 3:43.11 | QB    |                  |

### Finais
As finais foram disputadas em 27 de fevereiro:
| Pos.              | Bateria | País                                                               | Tempo   | Rec.             |
| ----------------- | ------- | ------------------------------------------------------------------ | ------- | ---------------- |
| Medalha de ouro   | FA      | CAN Canadá Mathieu Giroux Lucas Makowsky Denny Morrison            | 3:41.37 |                  |
| Medalha de prata  | FA      | USA Estados Unidos Brian Hansen Chad Hedrick Jonathan Kuck         | 3:41.58 |                  |
| Medalha de bronze | FB      | NED Países Baixos Jan Blokhuijsen Sven Kramer Simon Kuipers        | 3:39.95 | Recorde olímpico |
| 4                 | FB      | NOR Noruega Håvard Bøkko Henrik Christiansen Fredrik van der Horst | 3:40.50 |                  |
| 5                 | FC      | KOR Coreia do Sul Ha Hong-sun Lee Jong-woo Lee Seung-hoon          | 3:48.60 |                  |
| 6                 | FC      | ITA Itália Matteo Anesi Enrico Fabris Luca Stefani                 | 3:54.39 |                  |
| 7                 | FD      | SWE Suécia Joel Eriksson Daniel Friberg Johan Röjler               | 3:46.18 |                  |
| 8                 | FD      | JPN Japão Shigeyuki Dejima Hiroki Hirako Teruhiro Sugimori         | 3:49.11 |                  |

## Novos recordes
Um novo recorde olímpico foi estabelecido:
| Tipo | Atleta        | Tempo   | Local          | Data                    |
| ---- | ------------- | ------- | -------------- | ----------------------- |
|      | Países Baixos | 3:37.80 | Salt Lake City | 11 de março de 2007     |
|      | Países Baixos | 3:39.95 | Vancouver      | 27 de fevereiro de 2010 |

Legenda
| Recorde mundial      | Recorde mundial (World record)               |                       | Recorde africano                      | Recorde africano (African) |                                           | Q | Classificado por posição (Qualified) |
| Recorde olímpico     | Recorde olímpico (Olympic record)            | Recorde da América    | Recorde da América (Americas)         | q                          | Classificado por melhor tempo (Qualified) |   |                                      |
| Melhor marca do ano  | Melhor marca do ano (World leading)          | Recorde asiático      | Recorde asiático (Asian)              | DNS                        | Não largou (Did not start)                |   |                                      |
| Recorde nacional     | Recorde nacional (National record)           | Recorde europeu       | Recorde europeu (European)            | DNF                        | Não terminou (Did not finish)             |   |                                      |
| Recorde pessoal      | Recorde pessoal do atleta (Personal best)    | Recorde da Oceania    | Recorde da Oceania (Oceania)          | DSQ / DQ                   | Desclassificado (Disqualified)            |   |                                      |
| Recorde da temporada | Recorde da temporada do atleta (Season best) | Recorde sul-americano | Recorde sul-americano (South America) | NM                         | Sem marca (No mark)                       |   |                                      |